# Bateria termoelektryczna
Bateria termoelektryczna – zespół ogniw termoelektrycznych zamieniających energię cieplną (różnicę temperatur) na energię elektryczną.
Ogniwa takie działają w oparciu o zjawisko Seebecka – różnica potencjałów termoelektrycznych dwóch substancji powoduje, że jeżeli dwa połączenia tych substancji (zazwyczaj metali) umieścimy w różnych temperaturach to powstanie różnica potencjałów – napięcie elektryczne.